# Тиноко
Алфредо Алвес Тиноко (2. децембар 1904. — 4. јул 1975), познат као само Тиноко, је бивши бразилски фудбалер. Играо је за репрезентацију Бразила.